# Alexander Neuer

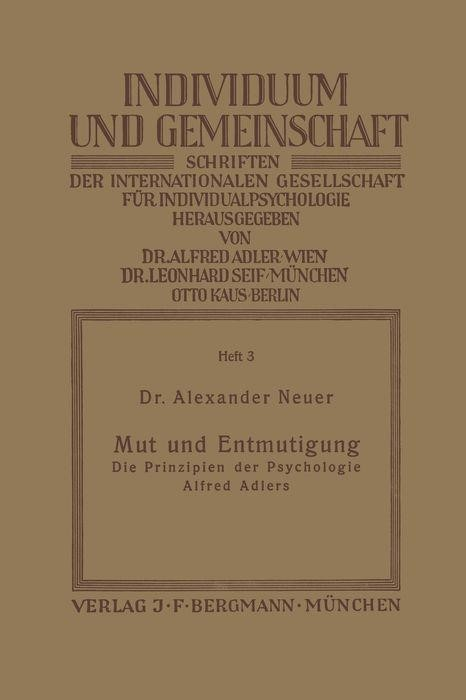
Alexander Neuer, Mut und Ermutigung

Alexander Neuer (* 30. März 1883 in Lemberg, Galizien; † 25. Februar 1941 in Paris) war ein österreichischer Philosoph und Psychiater und Vertreter der Individualpsychologie.

## Leben
Neuer schloss seine Matura 1905 in Mährisch-Weißkirchen ab und studierte Philosophie an der Universität Wien, wo er 1909 promovierte. Bald darauf begann er mit einem Medizinstudium, das er 1921 abschloss. Er wurde im Ersten Weltkrieg eingezogen und erlitt schwere Verletzungen.
Um 1912 trat er der ersten individualpsychologischen Gruppe in einem Wiener Kaffeehaus bei. Er übte einen bedeutenden Einfluss auf Alfred Adler aus und befasste sich mit theoretischen und philosophischen der Individualpsychologie. Er half Adler bei der wissenschaftlichen Konzeption der philosophischen Grundlagen. Als Philosoph und Mediziner war er wesentlich bei der Ausarbeitung der individualpsychologischen Terminologie beteiligt. Er verfasste mehrere Artikel und Aufsätze zur wissenschaftstheoretischen Untermauerung der Individualpsychologie.
Neuer war als Psychiater in verschiedenen Erziehungsberatungsstellen als ärztlicher Leiter tätig. Er arbeitete in einem Ambulatorium unter der Leitung von Lydia Sicher mit, das sich der Behandlung mittelloser, seelisch Erkrankter und später schwer erziehbarer Kinder annahm. Von 1927 bis 1929 war er Vorsitzender des Wiener Vereins für Individualpsychologie.
In den 1920er Jahren lebte Neuer einige Jahre in Berlin, wo er ebenfalls im Umfeld der Individualpsychologie aktiv war und vermutlich im Auftrag Adlers zwischen den dort streitenden Gruppen vermitteln sollte. Um 1930 kehrte Neuer nach Wien zurück. Anfang der 1930er-Jahre kam es zu Spannungen, Ideologiedebatten und Austritten, die meist politisch motiviert waren. Neuer und Erwin Wexberg lehnten die Politisierung des Vereins ab, weil er keiner Partei dienen könne.
Im Herbst 1937 hielt er Vorträge im „Klub der Freunde der Individualpsychologie“, wo über psychologische und pädagogische Themen diskutiert und Eltern und Lehrern Hilfe bei Erziehungsproblemen angeboten wurde. Neuers später geschiedene Frau und Schwester von Ili Kronstein, die Ärztin Margrit Neuer, hielt Vorträge über Erziehungsberatung im Rahmen des Klubs. Dieser Klub stellte die letzte Aktivität des Vereins für Individualpsychologie dar, bevor dieser 1938 von den Behörden aufgelöst wurde.
1939 flüchtete Alexander Neuer nach Frankreich, wo er in Paris Sophie Lazarsfeld, Manès Sperber, Emmerich Weißmann und Edmund Schlesinger traf, die ebenfalls aufgrund ihrer jüdischen Herkunft geflüchtet waren. Nach Kriegsbeginn wurde Neuer in ein Internierungslager (Stade Olympique de Colombes) in der Nähe von Paris gebracht, wo auch Carl Furtmüller festgehalten wurde. Alexander Neuer kam nicht mehr frei. Als Opfer der nationalsozialistischen Vernichtungspolitik starb er um 1941 in einem französischen Konzentrationslager.
Carl Furtmüller schrieb über seine Begegnung mit ihm im französischen Konzentrationslager:

„Ich sah ihn zum letzten Mal im November 1939 in einem französischen Konzentrationslager. Der Schmerz, unter dem er litt, wurde durch die Härte des KZ-Lebens ins Unermessliche gesteigert. Dennoch war er inmitten der vielen Menschen, die bitterlich ihr Schicksal beklagten, immer der lächelnde, tröstende Kamerad. So hat er nicht nur gearbeitet und gedacht, sondern auch im Sinne der Individualpsychologie gelebt“

Seine Tochter Ruth Neuer Puckett (1917–1998) emigrierte in die Vereinigten Staaten, wo sie als Professorin für Soziologie an der Western Reserve in Cleveland, Ohio arbeitete.

## Werk
Für Neuer war die Individualpsychologie eine verstehende Psychologie, die auf systematische und wissenschaftliche Weise den Menschen von seinem inneren Lebensplan und seinen Lebenszielen her begreifen will, um auf die realen Lebensumstände und Möglichkeiten des Einzelnen eingehen zu können. Er galt deshalb als scharfer Kritiker biologistischer Psychologien und den Theorien der Psychoanalyse. Der Sinn einer Erscheinung könne nur dann verstanden werden, wenn wir den Zweck des Ganzen kennen würden. Jedes Symptom und jede Äußerung müsse im Zusammenhang mit dem Lebensplans erfasst und verstanden werden. In der Psychologie Adlers geschehe nichts ohne Motiv, sei dieses auch unbewusst.
Er betrachtete die Individualpsychologie als eine in der Theorie fundierte und auch in der Praxis anwendbare Methode, als eine gelungene Synthese zwischen einem natur- und geisteswissenschaftlichen Ansatz. Mit Hilfe der kritischen Teleologie könne die Psyche systematisch und deshalb wissenschaftlich verstanden werden. Der Mensch wird in einen Kampf mit der Umwelt hineingeboren, aber er hat die Möglichkeit, die Widerstände aus dem eigenen Körper oder der Umgebung zu überwinden. Neuer verstand Symptome im Sinne der Individualpsychologie als Fluchtsymptome eines mutlos gewordenen Subjekts. Die individualpsychologische Ermutigungstherapie biete die Möglichkeit, das Individuum aus der Umklammerung seiner neurotischen Ausreden zu befreien und es zu Selbstverantwortung und Pflichtbewusstsein gegenüber der Gemeinschaft zu befähigen.

## Schriften
- Das Prinzip der schöpferischen Synthese in Wundts Psychologie. Dissertation, Universität Wien, Wien 1909.
- Ist Individualpsychologie als Wissenschaft möglich? Internationale Zeitschrift für Individualpsychologie (IZIP) 1, Seiten 3 bis 8
- Warum die Individualpsychologie mißverstanden wird. IZIP 3, Seiten 260 bis 262
- Mut und Entmutigung: Die Prinzipien der Psychologie Alfred Adlers. In: Alfred Adler, Leonhard Seif, Otto Kaus (Hrsg.): Individuum und Gemeinschaft. Schriften der Internationalen Gesellschaft für Individualpsychologie, München 1926
- Die Psychoanalyse gesehen mit den Augen eines Individualpsychologen. IZIP 5 1927: Seiten 409 bis 411
- Rezension von Karl Bühler: Die Krise der Psychologie. IZIP 6 1928: Seite 342
- Rezension von Sigmund Freud: Die Zukunft einer Illusion. IZIP 6 1928: Seite 503
- Das Training im Träume. IZIP 6 1928: Seiten 187 bis 191
- Rezension von H. Vaihinger: Die Philosophie des Als Ob. IZIP 8 1930: Seiten 273 und 274
- Rezension von C. G. Jung: Die Beziehungen zwischen dem Ich und dem Unbewußten. IZIP 6 1928 : Seiten 504 und 505
- Adlers «Absolute Wahrheit» und Künkels «Infinale». Die Unmöglichkeit einer naturalistischen Charakterologie. IZIP 6 1928: Seiten 222 bis 228
- Über den III. allgemeinen ärztlichen Kongreß für Psychotherapie, Baden-Baden vom 20. bis 22. April 1928. IZIP 6 1928: Seiten 325 bis 333
- Die moderne Ehe als neurotisches Symptom. IZIP 7 1929: Seiten 36 bis 44
- mit Martha Holub: Über nicht-individualpsychologische Erziehungsmethoden. Gespräch einer individualpsychologischen Erziehungsberaterin mit einem Arzt. IZIP 7 1929: Seiten 215 bis 218
- Courage and discouragement. International Journal of Individual Psychology (IJIP) 2/2 1936: Seiten 30 bis 50
- A note on modern marriage and neurosis. IJIP 1936: Seiten 49 bis 54
- mit Martha Holub: On education methods which are based upon Individual Psychology. In: Alfred Adler et al.: Guiding the child. New York 1930: Seiten 148 bis 411